# Callichromopsis furcifera
Callichromopsis furcifera är en skalbaggsart som först beskrevs av Aurivillius 1922.  Callichromopsis furcifera ingår i släktet Callichromopsis och familjen långhorningar. Inga underarter finns listade.